# Kepler-154c
Kepler-154c es un planeta extrasolar que forma parte de un sistema planetario formado por al menos cinco planetas Orbita la estrella denominada Kepler-154. Fue descubierto en el año 2014 por la sonda Kepler por medio de tránsito astronómico.